# Arthraxon
Arthraxon és un gènere de plantes de la família de les poàcies, ordre de les poals, subclasse de les commelínides, classe de les liliòpsides, divisió dels magnoliofitins.

## Taxonomia
- Arthraxon ciliaris P. Beauv.
- Arthraxon lancifolius (Trin.) Hochst.
- Arthraxon linifolius Henr.